# Cosmópolis (ort)
Cosmópolis är en ort i Brasilien.   Den ligger i kommunen Cosmópolis och delstaten São Paulo, i den sydöstra delen av landet, 800 km söder om huvudstaden Brasília. Cosmópolis ligger 583 meter över havet och antalet invånare är 47 772.
Terrängen runt Cosmópolis är platt. Runt Cosmópolis är det tätbefolkat, med 308 invånare per kvadratkilometer.. Närmaste större samhälle är Americana, 17,3 km sydväst om Cosmópolis.
Runt Cosmópolis är det i huvudsak tätbebyggt.